# Heleneborgsgatan

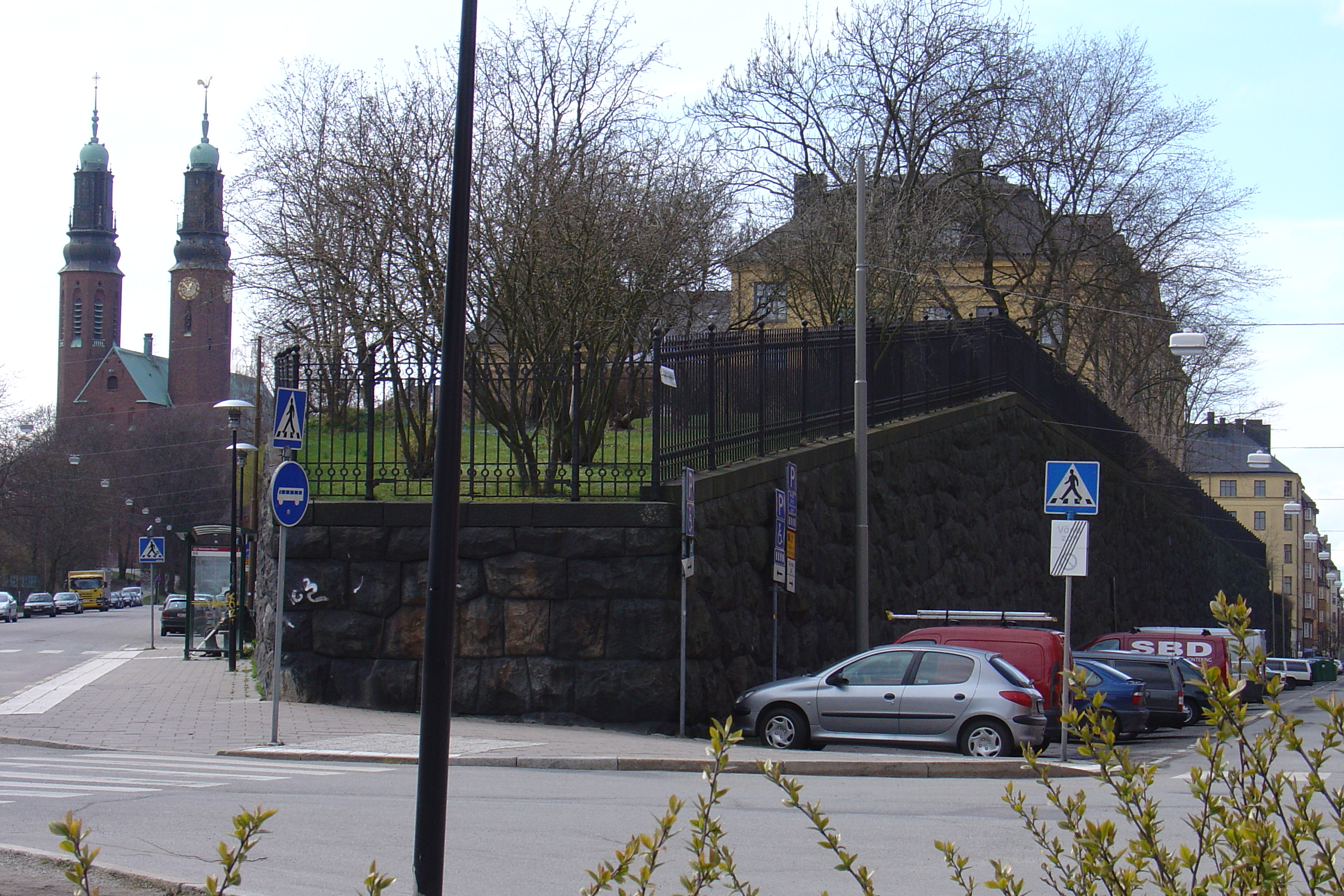
Granitmurar vid Heleneborgsgatans östra del, till vänster Högalidsgatan och Högalidskyrkan, till höger Heleneborgsgatan. I mitten Borgarhemmet.

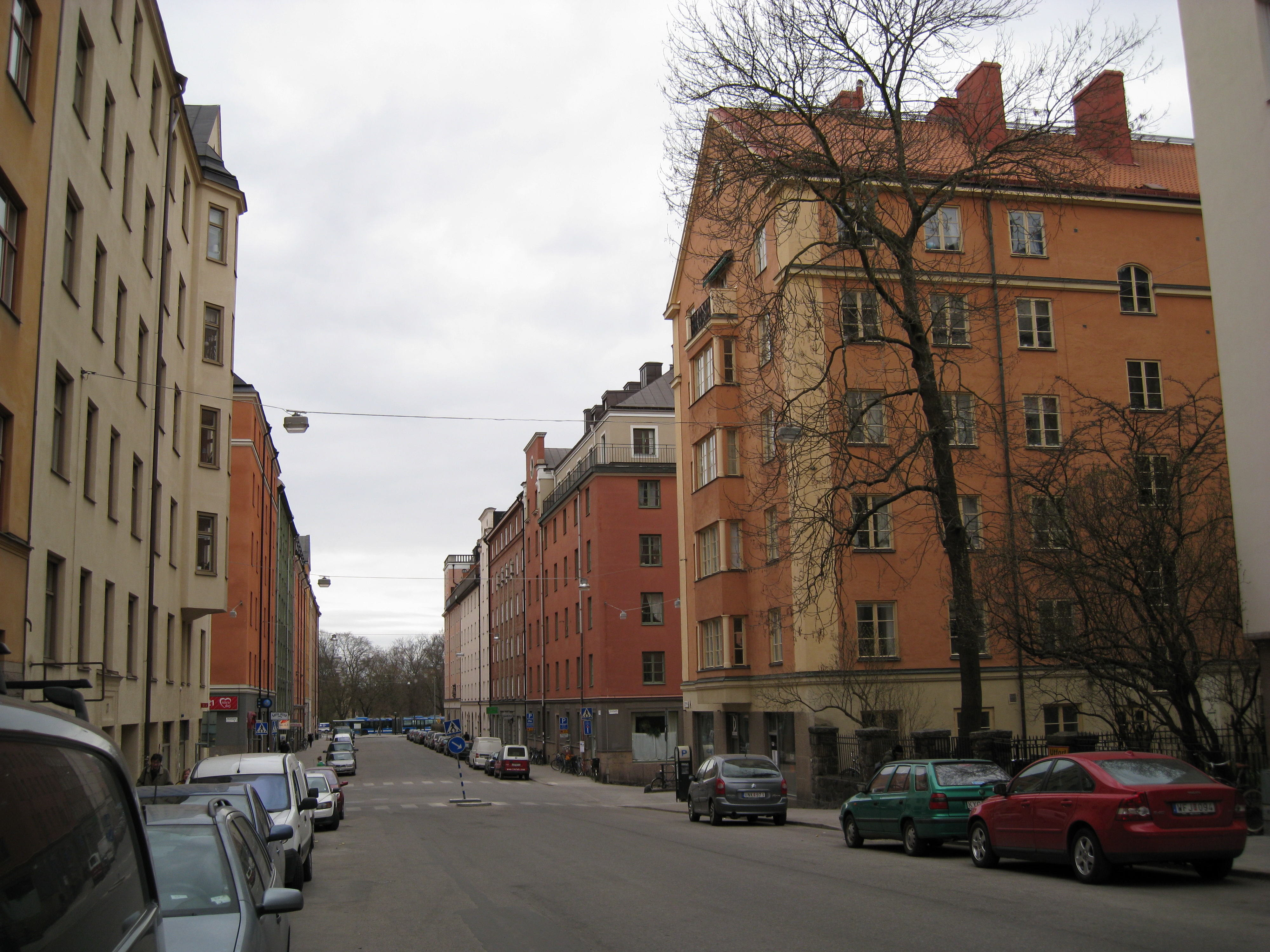
Heleneborgsgatan västerut från Pålsundsgatan

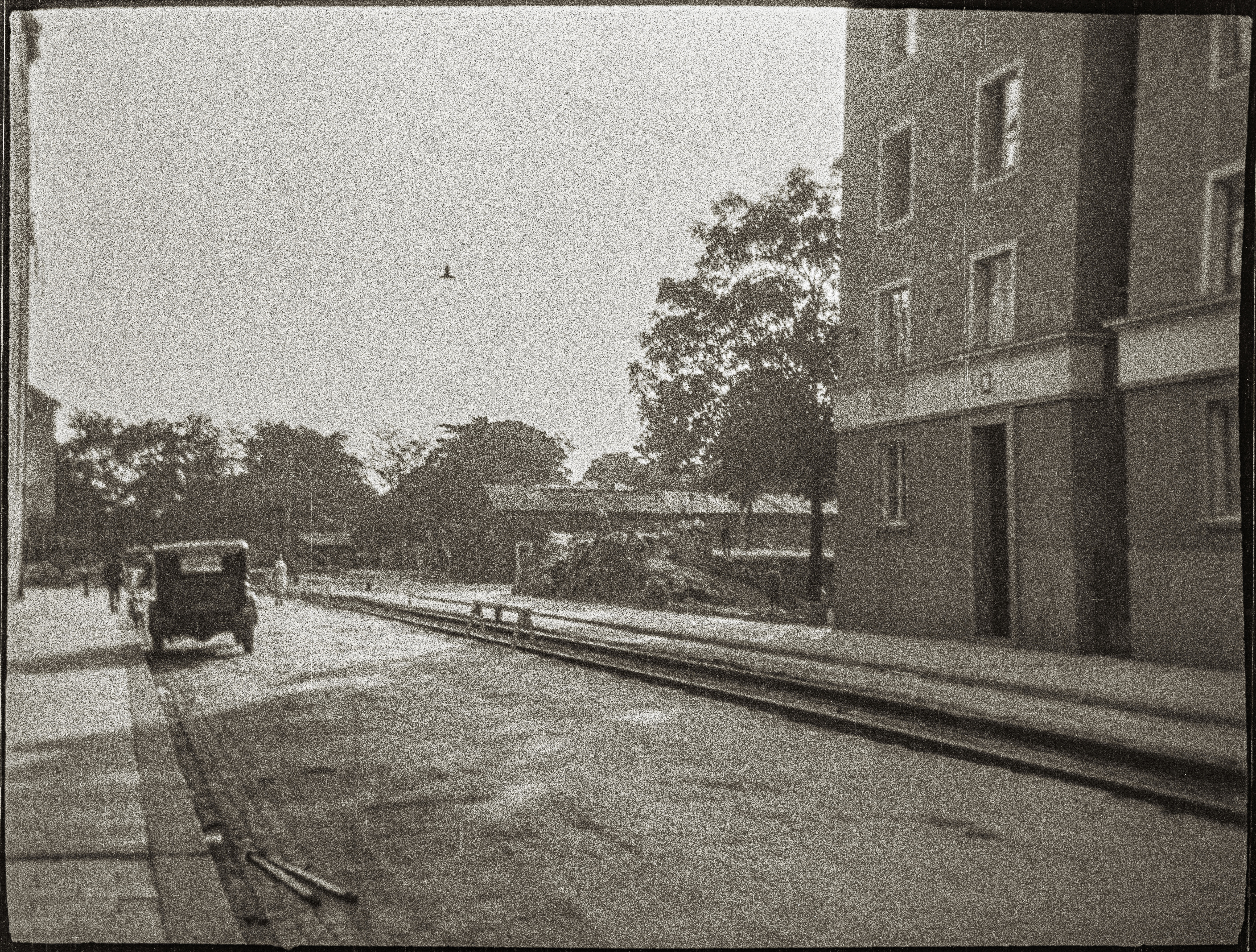
Heleneborgsgatan västerut en sommarkväll 1930. Huset t.h. nr 54, t.v. skymtar nr 27. Bilden tagen där gatan tar slut och möter Långholmsgatan (uppfarten till Västerbron, som inte var byggd när bilden togs). Spårvagnsspår läggs. Dessa fanns kvar ända till 2017, överasfalterade.

Heleneborgsgatan är en 670 meter lång gata på Södermalm i Stockholm. Gatan sträcker sig från Skinnarviksparken i öster till Långholmsgatan och Västerbrons södra fäste i väster.
Heleneborgsgatan fick sitt namn i samband med namnrevisionen 1885 inför nyregleringen av stadsplanen på västra Södermalm. Namnet syftar på malmgården Heleneborg, som ligger vid Pålsundet, strax norr om gatan. Stockholms stads borgerskap, som sedan början av 1800-talet ägde Kristinehovs malmgård (”Gubbhuset”), sålde 1895 mark till staden i samband med nyreglering av stadsplanen. Härigenom fick man medel att bygga nytt – Borgarhemmet i kvarteret Yxan med adress Heleneborgsgatan 1, som stod färdigt i oktober 1908. På den sålda marken drogs bl.a. Heleneborgsgatan. Något senare sålde den sista ägaren av Heleneborg, fru Helena Berg, sin mark till ett finanskonsortium. Marken som Gubbhuset och fru Berg sålde bestod till stora delar av berg och tobaksodlingar. Området styckades upp i tomter och började bebyggas med flerfamiljshus. 
Samtidigt köpte Münchenbryggeriet kvarteret Kofoten av Gubbhuset och uppförde där ett stall, som lär ha haft spiltor i tre våningar och plats för närmare 200 bryggarhästar. Stallet är nu rivet och ersattes 1982 med Skinnarvikens serviceboende och Svenska Bostäders Södermalmskontor med adress Heleneborgsgatan 2. 
Vid gatubygget var man tvungen att spränga sig ner i förhållande till omkringliggande mark, därav dagens granitmurar runt Borgarhemmet i kvarteret Yxan. De höga granitmurarna med tidstypiska räcken har i sin östra del givit Heleneborgsgatan en unik utformning och anses ha ett stort kulturhistoriskt värde.
Heleneborgsgatan började sprängas fram från Skinnarviksparken i riktning mot Varvsgatan 1905. År 1913 hade man hunnit fram till Pålsundsgatan och detta år stod också det första bostadshuset i kvarteret Hyveln klart, det röda tegelhuset Heleneborgsgatan 4, vid hörnet till Eolsgatan. 
På Heleneborgsgatan 15 fanns från 1910-talet fram till 1941 ett bryggeri, Hembryggeriet. I denna fastighet ligger idag restaurangen Indian Garden. Huset är gatans äldsta bostadshus, det uppfördes 1911.
Mellan Heleneborgsgatan 10 och 12 ligger det 29 meter höga Pålsundsberget, som formellt utgör en del av Pålsundsparken. Den 6 november 1997 beslutade Länsstyrelsen att Pålsundsberget skulle lagskyddas som naturminne på grund av sina geologiska och botaniska naturvärden. Flertalet av fastigheterna längs med Heleneborgsgatan som vetter mot Pålsundet och Riddarfjärden är i övrigt grönklassade i Stadsmuseets kulturhistoriska klassificeringssystem av byggnader i Stockholms stad, innebärandes att de har "ett högt kulturhistoriskt värde" och "att bebyggelsen är särskilt värdefull från historisk, kulturhistorisk, miljömässig eller konstnärlig synpunkt".
Den 12 juni 1992 greps "Lasermannen" John Ausonius vid Heleneborgsgatan 6-8. Han hade dessförinnan rånat en bank på Hornsgatan och när polisen försökte gripa honom då han cyklade iväg från banken utbröt skottlossning. Strax efteråt kunde Ausonius övermannas utanför porten till Heleneborgsgatan 6-8, där han gömt ombyteskläder i husets källare.

Länge kunde man använda Heleneborgsgatan som en ”smitväg”. Sedan december 1980 är Heleneborgsgatan avstängd för genomfartstrafik och hela området har därigenom fått en lugnare karaktär.